# Норт-Шор (Гаваї)
Норт-Шор (англ. North Shore — північний берег) — пляж на острові Оаху, Гаваї, на північному березі між Каена-Пойнтом і Кагука-Пойнтом. Пляжі Банзай і Сансет є улюбленним місцем туристів і серфінгістів.